# Cycas shanyaensis
Cycas shanyaensis é uma espécie de cicadófita do género Cycas da família Cycadaceae, nativa de Hainan, na China. Esta espécie foi descrita em 2006.